# スターレンジ
スターレンジ（Tonina fluviatilis）は中南米に分布するホシクサ科トニナ属の水草であり、アクアリウムで南米水草として知られるものの代表的な種である。

## 分布
中南米の熱帯雨林地域. 川岸や川底に生育し、しばしば沈水状態で生育する。軟水で酸性の水域に生育し、自生地のpHは3.9～6.0である。

## 栽培
アクアリウムでは栽培が難しい水草として知られてきたが、テラリウムでの栽培は容易である。低pHで軟水の水域に主に分布するため、水中で栽培する際はpHの低い(pH5程度)の軟水でCO2添加を行い、液肥を用いる。水質が適さない場合や茂みの中で水がよどんだ場合、葉が茶色く溶けるようにして枯れる現象が発生することがあるが、適した水質では成長は速く分岐しながらよく増殖する。

## バリエーション
多くの産地のものが知られており、コレクション性が高い。代表的なものとしてサンガブリエル産、サンパウロ産、ベレン産、トカンチンス産、アルタミラ産などがある。